# Liste der Biografien/Brop
Liste der Biografien |
Portal Biografien |
Personensuche
# |
A |
B |
C |
D |
E |
F |
G |
H |
I |
J |
K |
L |
M |
N |
O |
P |
Q |
R |
S |
T |
U |
V |
W |
X |
Y |
Z |
?
 
Ba |
Be |
Bd |
Bg |
Bh |
Bi |
Bj |
Bl |
Bm |
Bn |
Bo |
Br |
Bs |
Bu |
Bw |
By |
Bz
 
Bra |
Brc |
Brd |
Bre |
Brg |
Bri |
Brj |
Brk |
Brl |
Brn |
Bro |
Brp–Brt |
Bru |
Brv |
Bry |
Brz
 
Broa |
Brob |
Broc |
Brod |
Broe |
Brof |
Brog |
Broh |
Broi |
Broj |
Brok |
Brol |
Brom |
Bron |
Broo |
Brop |
Broq |
Bror |
Bros |
Brot |
Brou |
Brov |
Brow |
Brox |
Broy |
Broz
Die Liste der Biografien führt alle Personen auf, die in der deutschsprachigen Wikipedia einen Artikel haben. Dieses ist eine Teilliste mit 10 Einträgen von Personen, deren Namen mit den Buchstaben „Brop“ beginnt.

## Brop

### Broph
- Brophey, Evan (* 1986), kanadischer Eishockeyspieler
- Brophy, Brigid (1929–1995), britische Autorin
- Brophy, Colm (* 1966), irischer Politiker (Fine Gael)
- Brophy, David (* 1990), britischer Boxer im Supermittelgewicht
- Brophy, Eamonn (* 1996), schottischer Fußballspieler
- Brophy, Edward (1895–1960), US-amerikanischer Schauspieler und Komiker sowie zeitweiliger Produktionsmanager und Regisseur
- Brophy, Frank (1900–1930), kanadischer Eishockeytorwart
- Brophy, Jane (* 1963), britische Politikerin, MdEP
- Brophy, Jed (* 1963), neuseeländischer SchauspielerJed Brophy (* 1963)

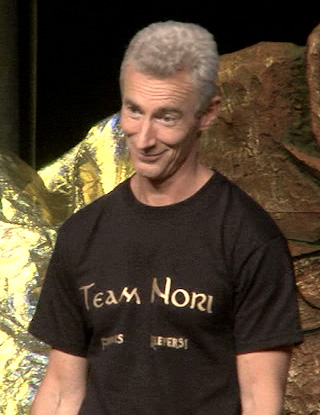
Jed Brophy (* 1963)

- Brophy, John C. (1901–1976), US-amerikanischer Politiker